# Ahmed Benbitour
Ahmed Benbitour (arabe : أحمد بن بيتور), né le 20 juin 1946 à Metlili en Algérie, est un homme d'État algérien, sénateur et ancien chef du gouvernement (du 23 décembre 1999 au 26 août 2000), plusieurs fois ministre de 1992 à 1996.
En décembre 2012, il annonce sa candidature à l'élection présidentielle algérienne de 2014, finalement remportée par Abdelaziz Bouteflika. Le 3 mars 2014, Benbitour se retire de la compétition, jugeant le scrutin joué d'avance en faveur du président sortant. 
En septembre 2019, Ahmed Benbitour annonce qu'il ne se présentera pas à l'élection présidentielle algérienne annoncée pour le 12 décembre 2019.

## Biographie
Ahmed Benbitour, est né dans la ville de Metlili dans la wilaya de Gardaïa. Lorsqu'il a deux ans, ses parents quittent sa ville natale, pour aller plus au sud dans l'autre oasis de Ghardaïa dans la ville El Menia[réf. nécessaire].

## Expérience professionnelle

### Dans l’administration publique et dans l’entreprise
- 1991-1992 : chargé de mission à la présidence de la République.
- 1992-1993 : ministre délégué au Trésor.
- 1993-1994 : ministre de l'Énergie.
- 1994-1996 : ministre des Finances.
- 1998-1999 : Sénateur au Conseil de la nation.
- 1999 : chef du gouvernement.
- 2000 : il démissionne.
- Il est l'un des artisans des accords avec le Fonds Monétaire International (FMI), le Club de Paris et le Club de Londres[2]

### Dans l’enseignement supérieur
- 1975-1979 : professeur à plein temps puis à temps partiel à l'Institut national de la productivité et du développement industriel (INPED), Boumerdès (Algérie). Après son diplôme, il assure des cours sur les outils de gestion (mathématiques appliquées à la gestion), Politique générale de gestion (planification stratégique dans l’entreprise), évaluation des projets.
- 1985-1989 : professeur à temps partiel à l'Institut national de statistique et de la Planification et des Statistiques, Ben Aknoun, Alger. Après son diplôme, il assure des cours de modèles économiques et planification (programmation du développement économique), économie mathématiques (micro-économie avancée), gestion de l’entreprise. Cours assurés en graduation : micro-économie, théorie de la décision.
- 2003-2006 : conférencier externe à l'Institut africain de développement économique et de Planification (IDEP), Nations unies, Dakar (Sénégal). Cours assuré en post-graduation (DEA) : gouvernance et politique économique.

## Candidature aux élections présidentielles
L'ancien chef de gouvernement a annoncé, en décembre 2012, sa candidature à l'élection présidentielle d'avril 2014. Ahmed Benbitour n'a pas réussi à soutenir sa candidature.
Dans le contexte du Hirak algérien de 2019, Ahmed Benbitour a annoncé qu'il ne se porterait pas candidat à l'élection présidentielle prévue pour le 12 décembre 2019.
Le 15 octobre, plusieurs personnalités, dont l'ancien chef du gouvernement Ahmed Benbitour, l'ancien ministre des Affaires étrangères Ahmed Taleb Ibrahimi, l'ancien ministre de la Culture Abdelaziz Rahabi et l'ancien ministre de l'Éducation Ali Benmohamed, de même que les avocats Ali Yahia Abdennour et Abdelghani Badi, et les universitaires Nacer Djabi et Louisa Ait Hamadouche, appellent à « une nouvelle lecture de la réalité », avec des mesures d'apaisement, d'ouverture démocratique, au départ des dignitaires du régime, ainsi qu'à la tenue de la présidentielle après un dialogue.
Le 10 décembre, 19 personnalités, dont Ahmed Taleb Ibrahimi, l'opposant Mostefa Bouchachi, Ali Benmohamed, Abdelaziz Rahabi, Ali Yahia Abdenour, Ahmed Benbitour, Abdelghani Badi, ainsi que Nacer Djabi et Louisa Ait Hamadouche, appellent à ne pas empêcher ceux qui veulent voter de le faire.
Le 29 décembre, il est reçu par le nouveau président Abdelmadjid Tebboune avec qui il s'entretient au sujet des « bases de la nouvelle République ».

## Diplômes
- 1984 : Doctorat en sciences économiques. Thèse : stratégies financières du développement économique. Équivalence : Doctorat d’État, ancien régime. Département de Sciences économiques, Université de Montréal (Canada).
- 1975 : maîtrise en administration des affaires, MBA, HEC, Montréal, Canada.
- 1973 : DEA, calcul des probabilités et statistiques, Université d’Alger.
- 1970 : licence es sciences, mathématiques appliquées, Université d’Alger, Alger.
- 1966 : baccalauréat en mathématiques élémentaires, algérien et français, lycée Émir Abdelkader, Alger.